# Raidul naval de la Rusciuc din 27 august 1916
Raidul naval de la Rusciuc din 27 august 1916 (14 august stil vechi) a reprezentat prima acțiune a forțelor militare fluviale române în cadrul participării României la Primul Război Mondial, reprezentând un atac prin surprindere efectuat cu șalupe torpiloare, la o jumătate de oră după declararea războiului împotriva Austro-Ungariei de către Regatul României. El a avut ca țintă monitoarele Flotilei austro-ungare de Dunăre staționate la ancoră la Rusciuc (Ruse astăzi), în limita apelor teritoriale bulgare ale Dunării. La atac au participat șalupele românești Rândunica, Bujorescu și Cătina, aflate sub comanda căpitanului Aurel Negulescu.
Atacarea de către români a navelor de la Rusciuc a inițiat seria de acțiuni militare din cadrul operației de la Turtucaia. Drept efect al unei coordonări și executări defectuoase a acțiunii de atac naval, imputabile ofițerului comandant Aurel Negulescu, dar și unor puncte slabe în ce privește planificarea misiunii, raidul a reprezentat un eșec din punct de vedere tactic, nefiind atinsă niciuna dintre navele de război inamice. Singurul rezultat a fost reprezentat de scufundarea unei barje inamice, iar una dintre șalupele atacatoare (Cătina), a fost și ea scufundată.
Există opinia că acțiunea ar fi avut un efect strategic, ilustrat de retragerea ulterioară a flotilei austro-ungare în amonte, la baza de la Belene. Cu toate acestea, succesiv raidului, navele austro-ungare au fost retrase la adăpostul ostrovului Belene, astfel cum precizau instrucțiunile premergătoare declanșării războiului pe frontul românesc emise de către comandantul Grupului de Armate Mackensen, care, impuneau în cazul începerii ostilităților, ca flotila militară austro-ungară să fie imediat transferată în canalul Belene.
A existat un efect tactic, manifestat ulterior prin schimbarea manierei de execuție a dispozitivului de marș al navelor austro-ungare, pentru a putea evita torpilarea.

## Contextul și concepția atacului

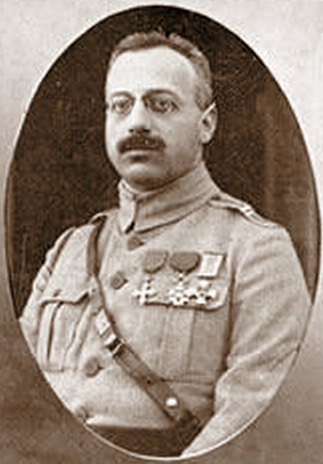
Ideea raidului ar fi aparținut maiorului Radu R. Rosetti, care conducea Biroul Operații al Marelui Cartier General.

La Rusciuc, se aflau ancorate în limita apelor teritoriale bulgare ale Dunării monitoarele SMS Temes (II)⁠(en)[traduceți] (Bosna), SMS Sava, SMS Bodrog⁠(en)[traduceți] SMS Szamos⁠(hu)[traduceți] SMS Leitha⁠(en)[traduceți] și trei vase de patrulare (patru după o altă relatare). Încă din perioada neutralității, Marele Stat Major român a studiat posibilitatea atacării respectivei grupări de nave, în ideea de a distruge monitoarele viitorului inamic, pentru a fi asigurată libertatea de mișcare a propriilor nave.
Gruparea la Rusciuc urma în consecință să fie atacată de Marina Militară Română, încă de la începutul intrării României în război. Ca țintă propriu-zisă, pentru navele românești, au fost desemnate astfel monitoarele inamice. Asupra ideii în sine a atacului, informațiile existente sunt contradictorii. Una dintre versiuni creditează că ideea ar fi provenit de la Marele Cartier General român, unde maiorul Radu Rosetti, șef al Biroului Operații, ar fi vorbit despre aceasta cu contraamiralul Nicolae Negrescu, ce comanda Flotila română de Dunăre, ofițer care ar fi devenit partizanul acțiunii respective. Rosetti, în contextul comunicării lui Negrescu a informației privind iminența intrării țării în război, ar fi insistat asupra faptului că marinei îi revenea responsabilitatea primei lovituri, dar Negrescu nu ar fi primit un ordin scris în ce privește aceasta. O altă versiune îl scoate în evidență pe (viitorul) amiral Constantin Bălescu,[A] care era directorul superior al Marinei și reprezentantul ei în Marele Stat Major. Acesta, care avea o relație foarte proastă cu Negrescu, ar fi fost instruit să inițieze atacul ocolindu-l, de la București, pe contraamiralul Negrescu. Sursele se pun însă de acord asupra celui care a fost însărcinat cu îndeplinirea propriu-zisă a acțiunii, anume comandantul de la Apărările sub Apă, Constantin Niculescu-Rizea.
Este de remarcat faptul că în perioada 1914-1916, concepția de folosire în luptă a grupărilor navale ale Marinei Militare Române, cu predilecție a celor de la nivelul Dunării (care grupări au acționat în principal împotriva flotilei austro-ungare omonime), a suferit de modificări permanente. Aceasta s-a făcut cu prețul degradării actului de comandă și al modului de acțiune, la care s-a asociat influența decisivă a factorului uman.

## Elaborarea planului de atac
| Imagine indisponibilă |  | Imagine indisponibilă |
| Monitoare austro-ungare la Rusciuc, aici în decembrie 1916. Se remarcă în imaginea din stânga Temes II (Bosna) și Bodrog (primul și al treilea din stânga spre dreapta) și în imaginea din treapta Leitha (ultimul din dreapta). |  |                       |

Căpitanul-comandor Marin Gavrilescu a fost desemnat să conducă exerciții de atacare ale flotei inamice pe timp de zi și de noapte, în aval și în amonte de oraș. În plus, vedetele Flotei de Operațiuni au executat marșuri de recunoaștere a locului de ancoraj al navelor austro-ungare.
Planul de atac a prevăzut la final, ca acesta să fie realizat în noaptea de 27 spre 28 august 1916 prin surprindere, dat fiind dezechilibrul de forțe, imediat după intrarea Regatului României în război, în același timp cu declanșarea ofensivei Armatei României în Transilvania. Acesta a avut ca model torpilarea navelor rusești de către flota condusă de amiralul Heihachiro Togo, în timpul Războiului ruso-japonez, în noaptea de 26 ianuarie (8 februarie stil nou) 1904 la Port Arthur, printr-un atac surpriză efectuat de către torpiloare în absența unei declarații de război.
Deși navele Diviziei de Dunăre aveau capabilități de lansare a torpilelor automobile, deoarece monitoarele și vedetele de patrulare ale acesteia erau cunoscute austro-ungarilor, s-a decis soluția folosirii unor nave vechi și cu aspect total inofensiv, aflate deja la Giurgiu. Pentru aceasta au fost alese atât șalupa veterană a Războiului de Independență, Rândunica, cât și remorcherele portuare Bujorescu și Cătina (ultimele două fiind deja folosite până atunci în mod discret, pentru cercetări privind poziția vaselor austro-ungare). Navele respective făceau în mod obișnuit zilnic naveta între Flămânda – Giurgiu – Pietroșani, sub comanda unor sublocotenenți de rezervă sau în activitate, apropiindu-se uneori până la un metru de monitoare, pentru a fi angajate discuții cu ofițerii flotilei Dublei Monarhii.
Cele trei șalupe erau la momentul desemnării lor pentru îndeplinirea misiunii neînarmate, aparținând „Apărărilor sub Apă” (departament al Marinei de Război care se ocupa de mine și de torpile) de la Giurgiu (Cătina și Bujorescu aparținuseră Serviciului Hidraulic, înainte de război). Tuturor celor trei nave alese li s-a atașat în preziua atacului, dispozitive improvizate de lansare a torpilelor (carcase de lemn de brad legate de cocă cu saule). Fiecăreia dintre nave i s-au atașat câte două torpile. Deși hotărârea inițială prevedea atașarea unor lansatoare (moderne la acea dată) pentru torpile automobile, ca urmare a limitărilor financiare s-a optat până la urmă pentru un sistem de lansare specific torpilelor cu școndru (depășit pe atunci, din punct de vedere moral), iar la realizarea dispozitivelor lanstorpile a fost folosit, astfel cum a fost specificat mai sus, lemn de brad în loc de metal.
Navele românești, odată plecate din port trebuiau să navigheze în amonte, în formație „linie de șir”. Ajunse în dreptul monitoarelor austro-ungare situate pe malul drept al fluviului, navele respective urmau să întoarcă conform schemei tactice „toți odată” la babord, după care să atace în „linie de relevment”, lansând torpilele de la o distanță optimă (300 m). Fiecare dintre șalupele torpiloare avea atribuită o țintă proprie, navele urmând să lanseze torpilele de la distanță, concomitent și să întoarcă „toți odată” din nou la babord, pentru a manevra spre malul românesc astfel încât să nu vină peste torpilele deja lansate. Succesiv atacului, navele urmau să fie abandonate, după ce acestea ar fi navigat până la mal.

## Preludiul
Deși cele trei șalupe făcuseră până la momentul respectiv, zeci de patrulări de observare și de supraveghere a monitoarelor și ajunseseră până la bordul acestora înșelând vigilența austro-ungarilor, sub comanda unor sublocotenenți și locotenenți, cu o zi înaintea atacului, la comanda navelor au fost numiți ofițeri noi trimiși de la Marele Cartier General. Astfel, căpitanul Aurel Negulescu a preluat șalupa Rândunica, căpitanul Petre Bărbuneanu a preluat șalupa Cătina și locotenentul Alexandru Gheorghiu șalupa Bujorescu.[B] Criteriile de atribuire a comenzilor respective au rămas neelucidate, contraamiralul Negrescu suspectând faptul că acestea au fost neconforme, la baza lor stând tentația intrării în istorie. Schimbarea comandanților a fost total neinspirată, deoarece a provocat atât tensiuni în cadrul echipajelor și scăderea coeziunii acestora, cât și a lipsit acțiunea care urma să aibă loc de ofițeri antrenați să acționeze în zona de atac, cărora particularitățile terenului le erau familiare. Mai mult, a dat pe mâna unor ofițeri fără suficientă experiență, o astfel de acțiune.
În aceeași zi, a fost făcută o recunoaștere și au fost stabilite locurile aflate lângă insula Ramadan, de unde urma să fie executată acțiunea de torpilare.
În seara atacului, împrejurările păreau favorabile unui atac prin surprindere. Monitoarele austro-ungare erau ancorate în grup compact, două câte două, în amontele acestora spre mal, găsindu-se Bodrog, vas la bordul căruia era în curs de desfășurare o recepție, dat fiind că era ziua ofițerului care comanda monitorul. Fanfara acestuia cânta, fiind ambarcată pe un șlep cu materiale și cu combustibil, acostat spre larg la tribordul lui Bodrog. În aval se găsea grupul vedetelor, iar a 4 km spre est, un alt monitor acoperea întreaga grupare de nave de o eventuală acțiune de război a vaselor românești.

## Desfășurarea

Harta zonei Giurgiu-Rusciuc în perioada interbelică

Cele trei nave au părăsit bazinul Serviciului Hidraulic din portul Giurgiu în seara zilei de 27 august 1916, la ora 19,30, cu luminile stinse și mergând încet. Deși atacul propriu-zis a avut loc ulterior, la o jumătate de oră după intrarea României în conflict, acesta nu s-a desfășurat conform planului.
În timpul marșului, a cărui vizibilitate de orientare fost asigurată de lumina lunii, la comanda căpitanului Negulescu (dornic de a-și asigura meritele succesului), șalupa Rândunica dispunând de posibilități superioare în ce privește viteza s-a desprins din formație și camuflată în apropierea insulei Ramadan a torpilat individual la ora 21,30 vasele inamice, reușind să tragă una dintre cele două torpile de care dispunea (cea de-a doua s-a înțepenit în tubul de la babord). Deși a țintit spre nava-amiral SMS Temes (II) (Bosna), a reușit să scufunde doar o barjă.[C] Marinarii austro-ungari au suspectat inițial un atac aerian, dar pentru că vasul scufundat, care a explodat și a ars, era încărcat cu cărbune și benzină[D] și nu au mai urmat inițial alte evenimente, aceștia au tras la început concluzia că focul s-a datorat unei combustii spontane sau neglijenței.
La momentul atacului, atât navele austro-ungare cât și portul Rusciuc erau bine iluminate, știrea declanșării războiului nefiind încă aflată în zonă, cu toate că după-amiaza, veniseră semne neliniștitoare de la posturile austro-ungare de graniță. După explozia vasului, care s-a rupt în două în timp ce benzina cursă ardea pe apă, șalupa lui Bodrog a reușit să salveze patru din cei cinci membri ai echipajului barjei.
Deși s-a bănuit la început drept cauză ca fiind o mină sau o torpilă, dat fiind că gărzilor li s-a părut că au auzit un fel de zumzet, vedetele de patrulare au cercetat cu proiectoarele aprinse țărmurile înconjurătoare, fără succes. Negăsindu-se nimic, s-a luat în discuție teoria auto-aprinderii. Chiar dacă nu s-a dat credit ideii începerii ostilităților, totuși toate navele au fost puse sub presiune și s-a dat alarma de luptă.

La ora 22:35 (aproximativ o oră mai târziu), un mesaj venit de la Înaltul Comandament al Armatei Austro-Ungare (Armeeoberkommando) a anunțat declanșarea războiului de către România.
Lipsind unitatea în acțiune, întreaga misiune a fost parțial compromisă. Desincronizarea a făcut ca atacul precipitat să-i alarmeze pe austro-ungari, ceea ce a dus la eliminarea avantajului reprezentat de surprindere și de concentrarea efortului, astfel că la momentul ajungerii celorlalte două șalupe românești, ofițerii aflați inițial la banchet pe puntea monitorului Bodrog își reluaseră comanda propriilor vase și inamicii erau deja pregătiți să respingă vasele românești. Sub focul armamentului de bord al austro-ungarilor, Cătina și Bujorescu au reușit să-și lanseze torpilele cu dificultate, cu atât mai mult cu cât lemnul sistemului de lansare se umflase în contact cu apa, ceea a determinat înțepenirea acestora. Torpilele respective însă nu au mai putut fi lansate de la distanța optimă, datorită ripostei austro-ungare și au fost lansate de la o distanță prea mare, ceea ce le-a făcut ineficiente. Mai mult, șalupa Cătina a fost scufundată.
După atac, odată ajunse pe malul românesc, șalupele supraviețuitoare au fost părăsite de către echipaje și abandonate, astfel cum erau ordinele inițiale. Cu toate acestea, șeful de echipaj al șalupei Rândunica, sergentul Buzilă, s-a reîntors la navă și reușit, sub focul inamic, să o readucă în bazin. Bujorescu și ea a fost regăsită ulterior în dotarea Marinei Militare Române, în serviciul activ. Este de remarcat că nu a existat posibilitatea de acoperire cu foc a forțelor atacatoare implicate, în cazul unui eșec și nici aceea de exploatare a rezultatului unui eventual atac reușit, situație imputabilă planificării de ansamblu efectuate la nivelul Marelui Cartier General, singura măsură prevăzută fiind instalarea de-a lungul fluviului, de stații de lansare pentru mine și torpile.
Per total, cele trei nave au reușit să lanseze  în timpul atacului cinci torpile din șase, auzindu-se două explozii puternice. De pe mal, căpitanul-comandor Niculescu-Rizea a supravegheat acțiunea. Odată comandantul celor trei șalupe reîntors, Rizea și cu Niculescu s-a îndreptat spre Marele Cartier General, pe moment entuziasmul fiind mare. În mod eronat, în rapoartele operative ale acelei zile a fost menționată chiar „distrugerea escadrei austriece”.
A doua zi după atac, austro-ungarii au pescuit pe mal o torpilă eșuată, ceea ce le-a oferit certitudinea faptului că navele lor fuseseră atacate cu torpile.

## Urmări
Atacul dat de gruparea navală formată din șalupele Rândunica, Bujorescu și Cătina, asupra navelor de la Rusciuc, a reprezentat prima acțiune a forțelor militare fluviale române în cadrul participării României la Marele Război. Acesta a inițiat, de asemenea, seria de acțiuni militare din cadrul operației de la Turtucaia, șalupa torpiloare Rândunica fiind prima navă militară a României care a deschis focul în Primul Război Mondial. Acțiune a marcat astfel, de facto, intrarea țării în conflict. Cu toate acestea, misiunea navelor nefiind coroborată cu vreo acțiune de anvergură a Diviziei de Dunăre sau a trupelor de uscat, efectele practice ale acesteia au fost aproape imperceptibile, atacul având mai mult un efect moral asupra inamicului.
Raidul a scos în evidență atât deficiențe legate de planificarea, desfășurarea și conducerea misiunii în cauză, cât și carențe tehnice legate de alegerea materialelor folosite. Cu toate acestea, el a evidențiat însă în mod pozitiv o concepție de admirat în ce privește conceperea tactică a acțiunii în sine. Primele trei tipuri de deficiențe aveau să se remarce ulterior și în cadrul Operației de la Flămânda.
În 1936 în numărul 7-8 iulie-august al revistei „Marea Noastră”, Aurel Negulescu a scris un articol omițând cu bună știință unele informații spre propriul beneficiu moral, supraevaluându-și meritele și încercând să justifice semieșecul produs, de care era responsabil.
În ce privește efectul asupra flotilei austro-ungare, a existat un efect tactic al acțiunii, deoarece în timpul incursiunilor ulterioare în dispozitivul românesc, ofițerii acesteia au preferat ca realizarea dispozitivului de marș să se facă având într-unul dintre bordurile navelor („la ureche”), de fiecare dată un șlep care să le ofere acestora protecție împotriva torpilării.
Conform lui Lucian Valeriu Scipanov, conferențiar la Universitatea Națională de Apărare „Carol I”, au existat și efecte strategice ale raidului. Unul dintre acestea a fost acela că, ulterior atacului, flotila militară austro-ungară s-a retras în amonte, în canalul Belene. Este de menționat însă că, retragerea s-a făcut în conformitate cu instrucțiunile premergătoare declanșării războiului pe frontul românesc, emise de către comandantul Grupului de Armate Mackensen. Acestea impuneau oricum în cazul începerii ostilităților, ca flotila militară austro-ungară să fie imediat transferată în canalul Belene, pentru a fi retrasă la adăpostul ostrovului Belene. Un alt efect afirmat de Scipanov a fost reprezentat de creșterea moralului național românesc, augmentat de „acțiunea temerară a marinarilor români, caracterizată de curaj, de inițiativă și de surprindere tactică„.